# Tourtière (Llemosí)
La tourtière o pâté de viande (en francès paté de carn), és una xarcuteria pastissera llemosina, feta principalment al sud de l'Alta Viena, i als Monts de Chasluç, a partir de pasta de full, o, més rarament, de pasta trencada, patates i de petit salé (mena de cansalada).
Aquesta especialitat llemosina, molt present als Monts de Chasluç, no s'ha de confondre amb les tourtes (coques farcides) o tourtières del sud-oest de Gascunya, ni tampoc amb les tourtières del Lac-Saint-Jean.
Ressembla molt al pastís de treflas (pastís de patates) però fet amb carn. La tourtière limousine del País de Chasluç es menja com a plat únic, conegut per ser alt en calories.

## Composició i servei
La tourtière és una coca farcida que conté patates tallades en tires, carn de porc salada (petit salé), una mica de Crème fraiche (crema fresca), all, escalunyes i julivert.
Particularment espessa i nutritiva, la tourtière constitueix un plat únic, i es serveix, preferentment, amb una amanida verda.

## Variants

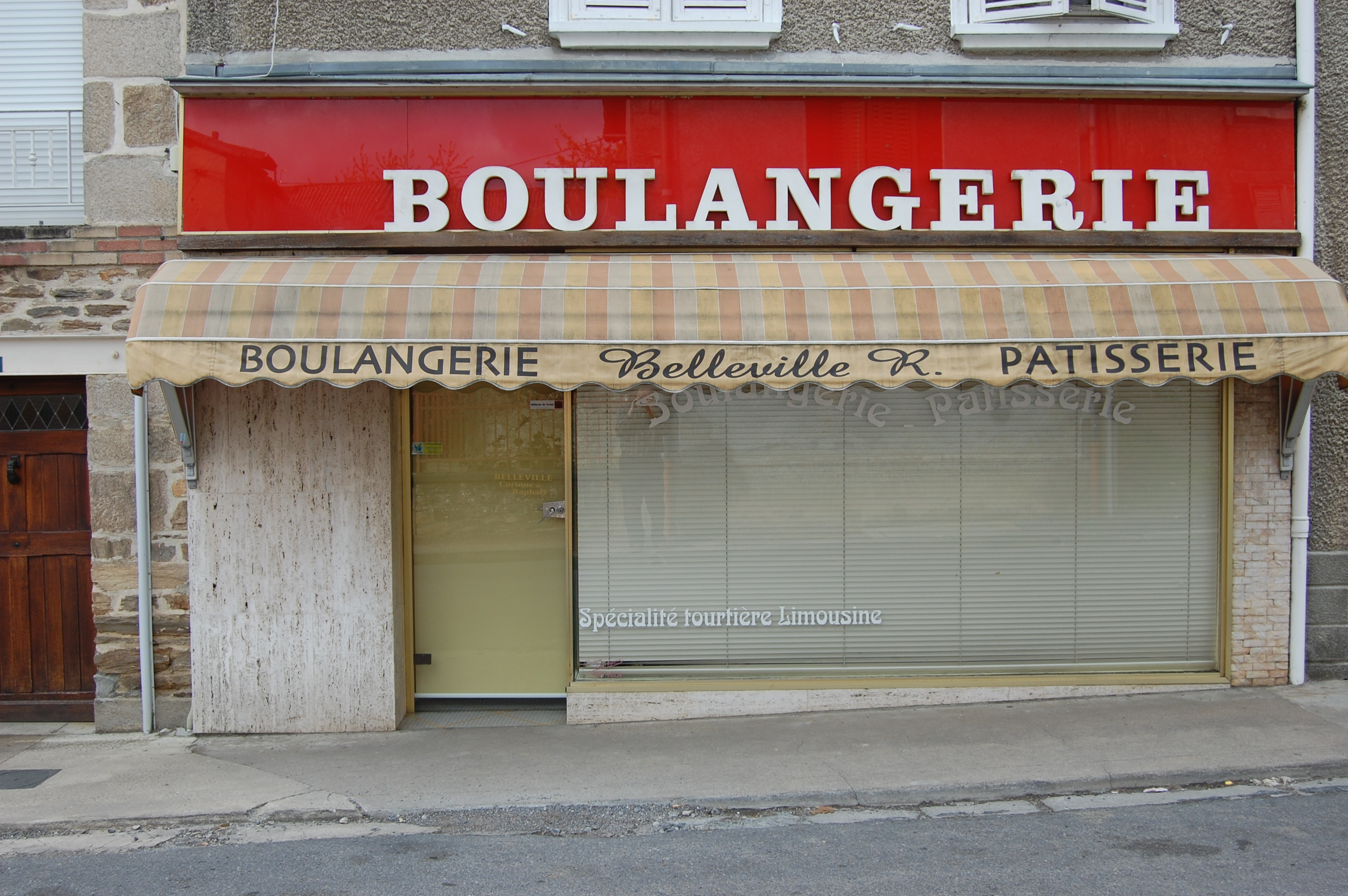
La tourtière, una especialitat de flequera a Orador de Vaire (Monts de Chasluç).

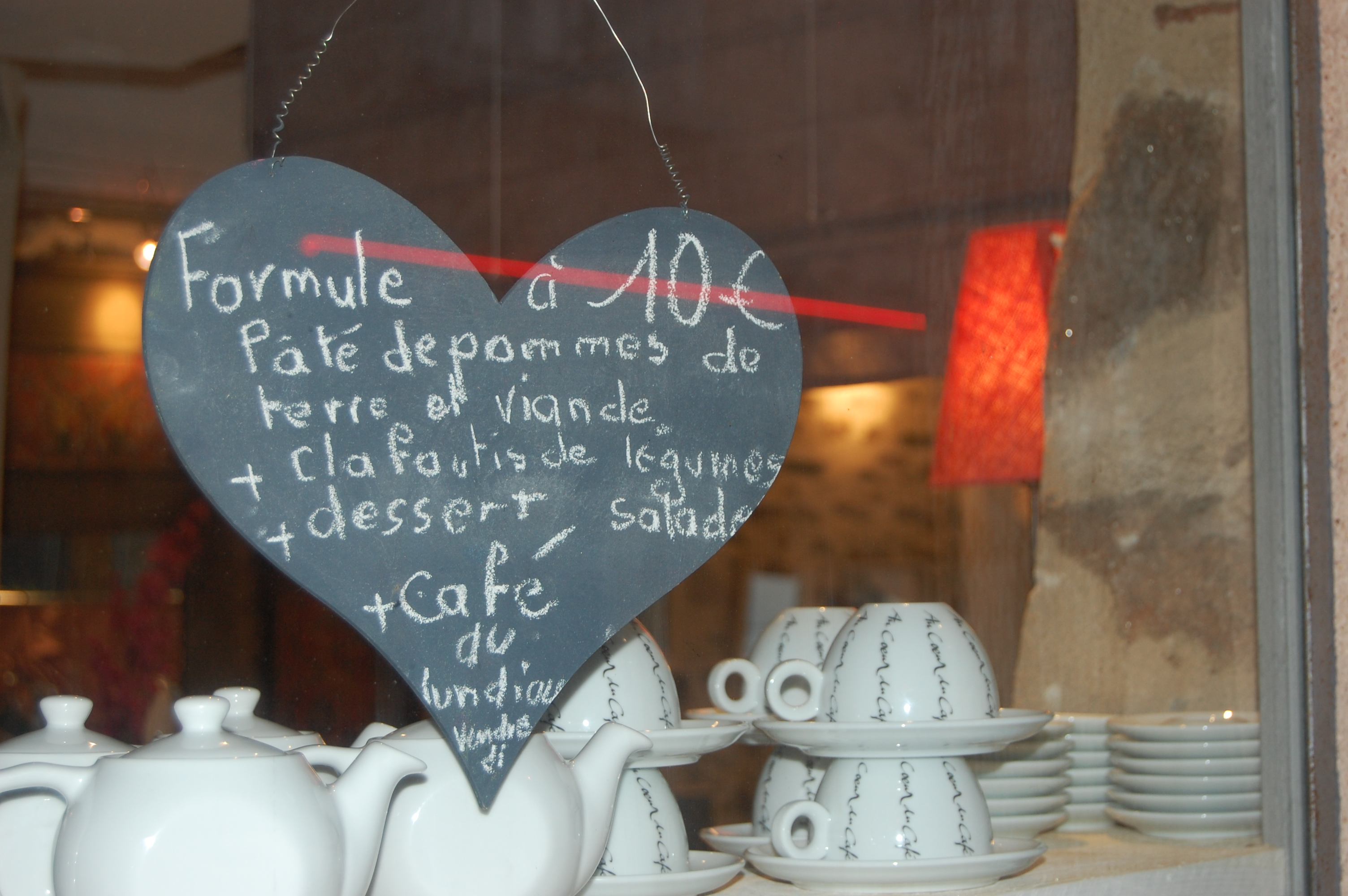
Tourtière a la carta d'un restaurant de Llemotges.

Si la tourtière encara és un plat familiar al sud de l'Alta Viena, al Perigord-Llemosí, i a la Charanta-Llemosina, aquelles elaborades en carnisseries i fleques, al país de Chaçluç, dites "tourtières à gros bords" (de vores grans) són especialment recercades.
La tourtière es pot trobar a la carta de molts restaurants, a Llemotges com a la resta de l'Alta Viena i la Corresa.
Pompador és reputada per la seva producció de xarcuteria de tourtières de fetge gras, anomenades localment tourtes royales ('coques farcides reials').

## Maridatge menjar/vins
Tradicionalment, la tourtière es serveix amb un vi negre del vinyer de Vernuèlh de Vinhana, Brajairac o Corresa. El maridatge amb el vi de Sent Emilion, atesa la tradició llemosina d'aquesta denominació, resta acceptable.